# Cellers Bell-lloc
Els Cellers Bell-lloc, a Palamós, Girona, són en un edifici construït entre el 2005 i el 2007 i dissenyat per Carmen Pigem, Rafael Aranda i Ramón Vilalta, fundadors de l'estudi d'arquitectura RCR Arquitectes d'Olot. Van rebre el Premi d'Arquitectura Contemporània de la Unió Europea - Premi Mies van der Rohe l'any 2009.
És un edifici estructurat a partir de planxes d'acer inclinades que permeten l'accés de la llum exterior. Es troba entre vinyers i els arbres d'un bosc i fou dissenyat i construït de manera que la major part de l'edificació queda enterrada, fet que aconsegueix una adaptació a l'entorn sobre el qual s'eleva.
Els arquitectes dissenyadors del projecte el van concebre com un «passeig al món subterrani del vi». Pretenien crear un ambient en comunió amb el paisatge circumdant que fos pràctic per a la labor industrial que s'hi realitza i per al vessant turístic. Es pot descriure com un laberint de passadissos subterranis, foscos, degudament aïllats i dotats de l'adequada climatització, tot intentant que el disseny arquitectònic i els materials empleats facin innecessari l'ús d'aparells industrials per a poder ser adequats per al seu paper de celler. Es va construir amb materials diversos, entre d'altres acer corten i pedra natural.